# Закарлюка, Александр Аркадьевич
Алекса́ндр Арка́дьевич Закарлю́ка (24 июня 1995, Кохтла-Ярве, Эстония) — российский и эстонский футболист, полузащитник.

## Карьера
Начал карьеру в «Зените», но, не сумев пробиться в основу клуба, в 2014 году перешёл в нижегородскую «Волгу», где выступал за молодёжную команду.
В 2014 году перешёл в тульский «Арсенал», в составе которого выступал за молодёжную команду. В премьер-лиге дебютировал 21 марта 2015 года, когда Дмитрий Аленичев в знак протеста против переноса игры в Москву выставил дублирующий состав против ЦСКА. Матч завершился со счётом 4:1 в пользу армейцев.
После ухода из «Арсенала» играл за пензенский «Зенит» и эстонский «Нарва-Транс».

## Достижения
- Обладатель Кубка Эстонии: 2018/19
- Финалист Кубка Эстонии: 2019/20